# Фонте деј Чечи (Кампобасо)
Фонте деј Чечи је насеље у Италији у округу Кампобасо, региону Молизе.
Према процени из 2011. у насељу је живело 56 становника. Насеље се налази на надморској висини од 563 м.